# Loại hình Weber-Troeltsch
Loại hình Weber-Troeltsch là một phân loại xã hội học nghiên cứu các vận động tôn giáo ban đầu được khai phát bởi Max Weber và học sinh kiêm đồng liêu của ông Ernst Troeltsch.
Nó tập trung thuyết minh những điển hình lý tưởng như là "Tông phái" hoặc "Giáo hội", theo như Françoise Champion tổng kếtː: Căn cứ theo lời [Weber và Troeltsch] thuyết pháp, một cá nhân được xuất sinh trong Giáo hội, là người cùng tồn tại trong một cộng đồng Giáo hội, nhưng một cá nhân khác tiến nhập tông phái bằng cách chuyển hoán đạo thì cũng được thừa nhận. Căn cứ theo lời thuyết pháp của hai người này, Giáo hội tiếp thụ một sự thỏa hiệp với thế giới, trong khi tông phái cự tuyệt điều đó. Tối hậu, trong Giáo hội, có hai loại người: nhân viên chức thánh hoặc tôn giáo ở bên này, nhân tố tôn giáo ở bên kia. Đối với bên đầu tiên, chức thánh có một yêu cầu đạo đức hà khắc; ở bên kia, đạo đức dung dịch cũng được yêu cầu, nhưng ở mức độ thấp hơn. Sự khác biệt này giữa nhân viên chức thánh và các nhân tố tôn giáo không được tìm thấy trong tông phái: tất cả các đối tượng sở hữu, trên nguyên tắc, bình đẳng, và tất cả đều phải tuân theo cùng một giáo điều đạo đức hà khắc đồng dạng. "
Loại hình sẽ được các nhà xã hội học khác, như Bryan Wilson phát triển, trong cuốn sách "Các giáo phái tôn giáo: một nghiên cứu xã hội học", một phân loại mới của tông phái thần học: những người biến hoán chủ nghĩa (chuyển hoán nội bộ), nhà cách mạng (thượng đế sẽ cải biến thế giới), những người hướng nội chủ nghĩa (đả phá thế giới hủ bại), những kẻ thao túng (kỹ thuật tiếp cận thành công), thần (sự nhập giới kỳ diệu của Thiên Chúa), phái cải cách chủ nghĩa (cải cách ý thức tự phát), không tưởng (tái thiết xã hội từ tôn giáo).
Được sáng lập để miêu tả các cuộc vận động Cơ Đốc giáo, đặc biệt là "phái tân giáo" sinh ra trong các thế kỷ XIX, thật khốn nạn để những lý thuyết của môn học này để áp dụng đối với các tôn giáo khác và tân hưng tôn giáo xuất hiện ở cuối thế kỷ XX.

### Mục lục văn hiến
- Các tông phái và Dân chủ chủ nghĩa, biên tập bởi Françoise Champion và Martine Cohen, Nhà xuất bản Seuil, Paris, 1999

### Liên kết ngoại bộ
- Một phân tích xã hội về các đoàn thể tôn giáo, Nuri Týnaz[liên kết hỏng]